# Cattedrale di San Nicola (Ruski Krstur)
La cattedrale di San Nicola (in serbo: Кафедральный собор св. Николая, Katedrala sv. Nikole) è la chiesa cattedrale dell'eparchia di San Nicola di Ruski Krstur. Si trova nel villaggio di Ruski Krstur, nella città di Kula, in Serbia. La chiesa è stata elevata a cattedrale il 28 agosto 2003, contestualmente alla creazione dell'esarcato apostolico per i cattolici di rito bizantino della Serbia. Il 6 dicembre 2018 l'esarcato è stato elevato ad eparchia.